# Hydriomena semifuscata
Hydriomena semifuscata là một loài bướm đêm trong họ Geometridae.